# Motor rotatiu
|  | Aquest article tracta sobre el motor rotatiu . Si cerqueu el motor rotatiu Wankel, vegeu «motor Wankel». |

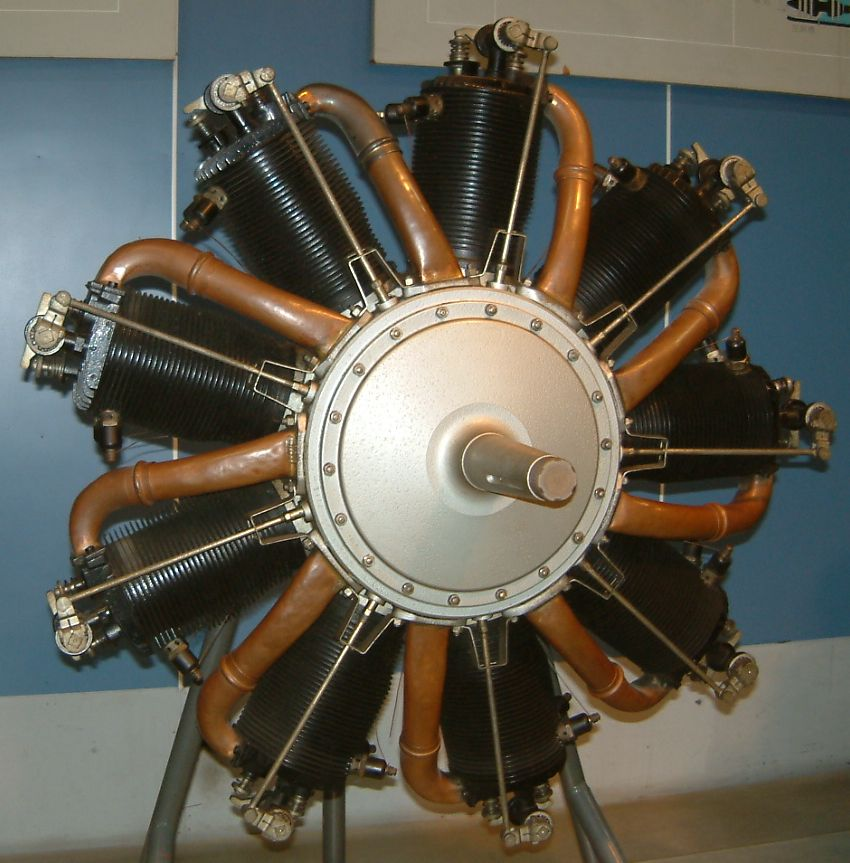
Li Rhône 9C, un típic motor rotatiu de la PGM. Les canelles de coure transporten la barreja aire-combustible del càrter als caps de cilindres.

El motor rotatiu va ser un dels primers tipus de motors de combustió interna, i es caracteritza per tenir un cigonyal fix al voltant del qual gira el motor sencer. El disseny va ser molt usat en els anys anteriors a la Primera Guerra Mundial i durant aquesta per propulsar avions, i també en alguns dels primers automòbils i motocicletes.
A principis dels anys 1920, el motor rotatiu va començar a esdevenir obsolet, principalment a causa del seu baix parell motor de sortida, conseqüència de la manera en què treballa el motor. També estava limitat per la seva restricció inherent per raó de la forma d'aspirar la barreja d'aire/combustible mitjançant el cigonyal i càrter buit, que afectaven directament el seu rendiment volumètric. No obstant això, en el seu temps va ser una solució molt eficient per als problemes de potència, pes i fiabilitat.
Un motor rotatiu és en essència un motor de cicle Otto, però en lloc de tenir un bloc de cilindres amb un cigonyal rotatori com en el motor radial, aquest roman fix i és el bloc de cilindres sencer el que gira al seu voltant. En la majoria dels casos, el cigonyal està sòlidament fixat a l'estructura de l'avió, i l'hèlix es troba caragolada al capdavant del càrter.
La rotació de la major part de la massa del motor produeix una intensa inèrcia amb efecte giroscòpic, que suavitza el lliurament de potència i redueix les vibracions. Les vibracions eren un seriós problema en els motors de pistó convencionals, que obligaven a afegir pesants hèlixs. Com que els cilindres funcionaven en si mateixos com un volant d'inèrcia, els motors rotatoris tenien una relació de pes-potència més avantatjosa que els motors convencionals. Un altre avantatge és una refrigeració millorada, ja que el bloc de cilindres en girar produeix el seu propi flux d'aire, fins i tot quan l'avió es troba estacionari en superfície.
La majoria dels motors rotatoris tenen els cilindres disposats al voltant de l'eix central, cap a fora, com en el motor radial, però hi ha també motors bòxer rotatoris, i fins i tot monocilíndrics.
Igual que els motors radials, els rotatoris es construeixen amb un nombre de cilindres senar -habitualment 7 o 9-, per obtenir un ordre d'encesa coherent i proporcionar un funcionament suau. Motors rotatoris amb cilindres en nombre parell, són comunament del tipus en "doble estrella".

## Diferència entre motors "rotatius" i "radials"
Els motors rotatoris i radials tenen una aparença semblant quan no estan en marxa i es poden confondre fàcilment, ja que ambdós tenen la configuració de cilindres disposats al voltant d'un eix central. A diferència del motor rotatori, però, el motor radial utilitza un cigonyal convencional girant en un bloc fix.

## Control del motor rotatiu
Sovint s'afirma que els motors rotatoris no tenien carburador i que, per tant, la potència només es podia reduir tallant de manera intermitent l'encesa amb un interruptor, el qual posava en massa el magneto quan era pressionat, de manera que duia el corrent a les bugies. No obstant això, els motors rotatoris tenien un carburador simple que combinava un raig de combustible amb una vàlvula del tipus solapa per regular l'entrada d'aire. Al contrari que en els carburadors moderns, no podien mantenir la barreja d'aire/combustible constant al llarg del rang d'obertura de la vàlvula, i per a això el pilot posava l'accelerador en la posició desitjada -usualment, tot obert- i llavors s'ajustava la barreja utilitzant un control d'ajust fi que manejava la vàlvula de combustible.
Gràcies a la gran inèrcia dels motors rotatoris, és possible ajustar la barreja aire/combustible per assaig i error sense perdre velocitat. Després de carregar el motor amb una configuració coneguda, que li permeti funcionar en buit, la vàlvula de pas d'aire s'obre fins a obtenir la màxima velocitat del motor. Com que el procés invers és més difícil, de vegades es fa tallant temporalment la ignició.
A mitjan Primera Guerra Mundial es va fer necessari trobar alguna forma de controlar l'acceleració per permetre als pilots volar en formació, introduint carburadors millorats els quals permetien reduir la potència fins a un 25%. El pilot podia posar la vàlvula d'aire en la posició desitjada, i llavors es reajustava la barreja aire/combustible. Pilots experimentats desacceleraven periòdicament de forma suau per assegurar-se que la barreja no era gaire rica: una barreja pobra era preferible, ja que la recuperació de la potència era immediata quan el subministrament de combustible s'incrementava, mentre que una barreja massa rica podia trigar fins a 7 segons a recuperar-se, i també podia causar carbonització de les bugies i els cilindres, i ofegar el motor.
El Gnome Monosoupape va ser una excepció a aquesta regla, ja que l'entrada d'aire es feia a través de la vàlvula d'escapament, i no podia controlar-se per l'entrada del càrter. Per tant, el Monosoupapes tenia un sol control que permetia regular la velocitat en un rang limitat. Els primers models tenien una sincronització de vàlvules variable per tenir un millor control, però això feia que les vàlvules es cremessin, i va ser abandonat.
Els models posteriors van continuar usant el tall de la ignició per a l'aterratge. Més tard van ser equipats amb interruptors d'ignició per a l'aterratge que tallaven alguns dels cilindres, no tots, a fi d'assegurar que el motor continués funcionant. Uns pocs rotatoris tallaven els 9 cilindres i, en general, es mantenien funcionant 1, 3 o 6 cilindres. Alguns Monosoupapes de 9 cilindres tenien un selector que tallava sis cilindres, un cilindre cada tres revolucions del motor, de manera que el motor es mantenia en equilibri perfecte. Alguna documentació relacionada amb el Fokker Eindecker mostra un interruptor selector rotatori per tallar un nombre seleccionat de cilindres, fet que suggereix que els motors rotatius alemanys també ho feien.
El 1918, un manual de Clerget advertia que tot el control necessari del motor s'havia de fer amb l'accelerador, i que l'apagada i encesa del motor s'havia de fer obrint i tancant el pas del combustible. Els pilots havien d'evitar utilitzar el tall de la ignició per evitar danys en el motor.
L'interruptor d'encesa, però, encara es recomana avui dia per a l'aterratge d'avions amb motor rotatori, ja que ofereix, en els aeròdroms actuals, un control de la potència del motor més ràpida i fiable. El procediment d'aterratge usant el tall d'ignició s'utilitza juntament amb el tall de combustible, deixant l'interruptor encès. El vent sobre l'hèlix permet al motor continuar girant sense lliurar potència, mentre l'avió descendeix. És important mantenir la ignició encesa perquè les bugies continuïn emetent espurnes i evitin que el motor s'ofegui, alhora que permet arrencar el motor fàcilment obrint el pas del combustible. Si el pilot apaga el motor tallant l'encesa sense tancar el pas del combustible, aquest continuarà passant a través del motor i s'acumularà gran quantitat de barreja a la coberta. Això podria ocasionar un incendi, o danyar les bugies evitant que el motor arrenqués novament en cas de necessitat.

## Història

### Millet

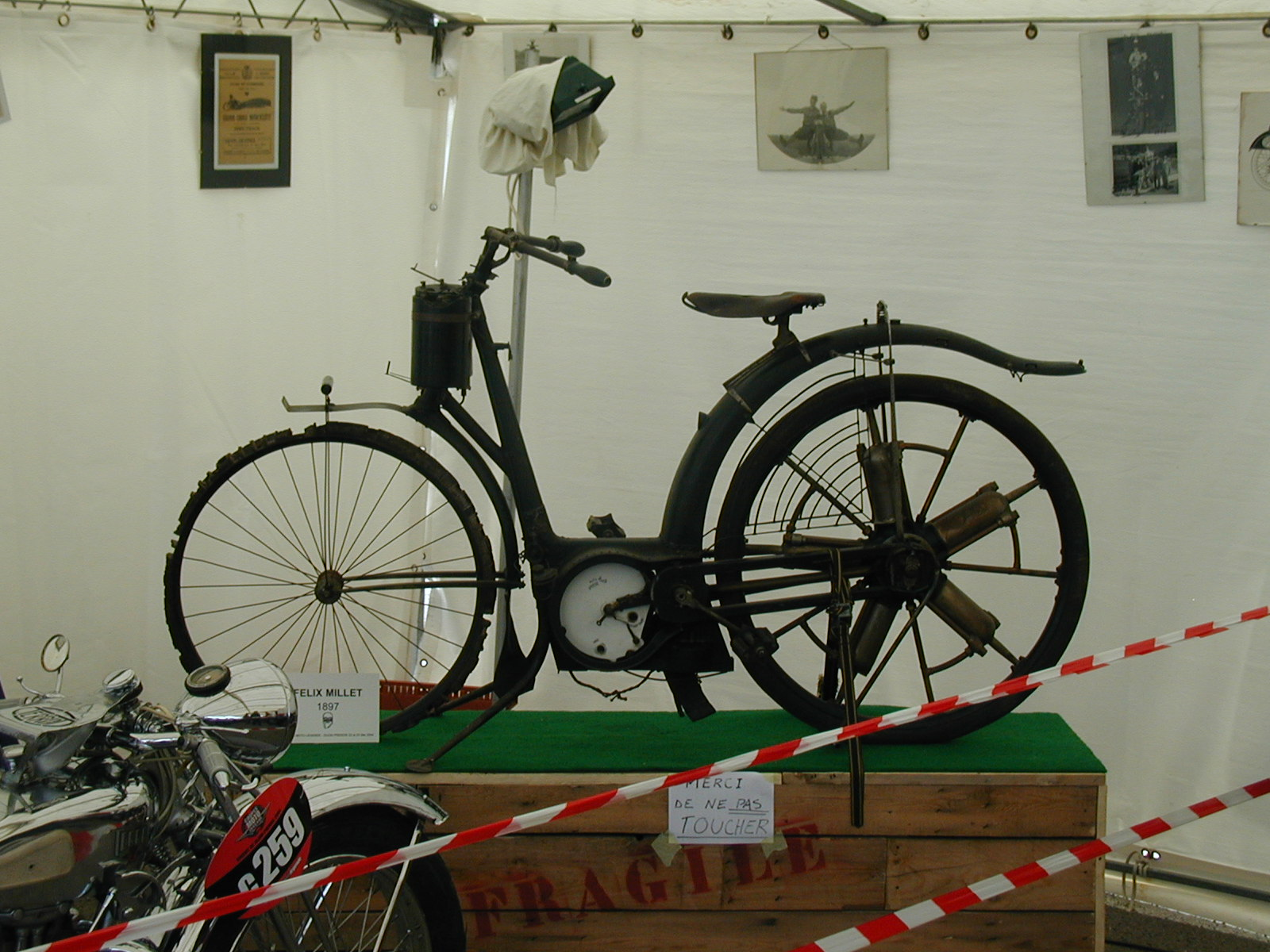
Una motocicleta Fèlix Millet del 1897.

Félix Millet va exposar un motor rotatori de 5 cilindres muntat en la roda d'una bicicleta a l'Exposició Universal de París l'any 1889. Millet va patentar el motor el 1888, motiu pel qual ha de considerar-se com el pioner dels motors rotatoris de combustió interna. Un vehicle equipat amb aquest motor va participar en la carrera París-Bordeaux-París del 1895, i el sistema va entrar en producció per Darracq el 1900.

### Hargrave
Lawrence Hargrave va desenvolupar el seu primer motor rotatori el 1889 usant aire comprimit, amb la intenció d'usar-lo en vol propulsat. El pes dels materials i la pobra qualitat de la mecanització de les peces van impedir fer-ho en forma efectiva.

### Balzer
Stephen Balzer de Nova York, un ex rellotger, va construir motors rotatoris en la dècada del 1890. Estava interessat en aquest sistema principalment per dues raons:
- Per generar 75 kW (100 cavalls de vapor) a baixes rpm, la qual cosa era usual en aquella època, el pols resultant de cada explosió era molt gran. Per transmetre aquesta potència a l'aire, era necessari utilitzar hèlixs molt grans, cosa que agregava pes. En els rotatoris el motor mateix funciona com a volant d'inèrcia, de manera que les hèlixs poden ser més lleugeres amb la mateixa mida.
- Els cilindres tenen un bon flux d'aire per a refrigeració, fins i tot quan el motor està muntat en la part posterior de l'avió, la qual cosa era important en una època en què la limitada velocitat assolible en els avions limitava la circulació d'aire a través del motor, i els aliatges de l'època no eren tan avançats com els d'avui. Els primers dissenys de Balzer no posseïen aletes de refrigeració, fet que fou una característica comuna en els motors refrigerats per aire.

Balzer va produir un motor rotatori de 3 cilindres per a automòbils el 1894, i després es va involucrar en el projecte del Aerodrome de Langley, que el dugué a la fallida en intentar fer versions molt més grans dels seus motors. Posteriorment, els motors rotatoris de Balzer van ser convertits en motors radials convencionals pel seu assistent, Charles Manly.

### De Dion-Bouton
La companyia De Dion-Bouton va produir un motor rotatori experimental de 4 cilindres el 1899. Estava destinat a l'ús aeronàutic, però mai va ser muntat en un avió.

### Adams-Farwell
L'Adams-Farwell va ser un altre dels primers motors rotatoris nord-americans que va començar a fabricar-se per a automòbils el 1901. Emil Berliner va patrocinar el seu desenvolupament com un motor lleuger per als seus helicòpters experimentals que mai van tenir èxit. Els motors Adams-Farwell posteriorment varen equipar avions d'ala fixa als Estats Units després de 1910. També s'ha afirmat que el disseny del GNOME es va obtenir a partir del d'Adams-Farwell, pel fet que un automòbil Adams-Farwell va ser mostrat a l'Exèrcit francès el 1904. Al contrari que els motors Gnome posteriors, l'Adams-Farwell rotatori tenia vàlvules d'admissió i escapament convencionals muntades en el cap del cilindre.

### Gnome
El motor Gnome va ser un treball dels tres germans Seguin, Louis, Laurent, i Augustin. Eren bons enginyers i nets del famós enginyer francès Marc Seguin. El 1906 el germà gran, Louis, va formar la Société des Moteurs Gnome per construir motors estacionaris d'ús industrial, i va adquirir a la Motorenfabrik Oberursel la llicència per a produir el motor estacionari monocilíndric.
Louis va estar acompanyat pel seu germà Laurent, que va dissenyar un motor rotatori específicament per a ús en avions, utilitzant els cilindres del motor Gnome. El primer motor experimental dels germans tenia 5 cilindres, fet que erogava una potència de 25 kW (34 HP), i era radial en lloc de rotatiu. Després van canviar pel disseny rotatiu per aconseguir una millor refrigeració, i el primer motor de producció, l'"Omega" de 7 cilindres i 37 kW (50 HP), va ser mostrat en l'exhibició d'automòbils de París de 1908. El Gnome Omega núm.1 encara existeix, va ser adquirit i preservat pel difunt Almirall retirat Lauren S. McCready, el seu últim propietari privat, i ara es troba en la col·lecció del Museu Nacional de l'Aire i l'Espai de l'nstitut Smithsonian. Els Seguin van usar el millor aliatge disponible llavors, acer al níquel, recentment desenvolupat, i van fabricar els components de baix pes des de peces de metall sòlides, les parets dels cilindres del GNOME de 50 HP eren de només d'1,5 mm de gruix i les bieles tenien profunds canals centrals per reduir pes. Mentre que la relació cilindrada-potència era baixa, la relació de pes-potència era extraordinària, amb 1 HP per kg.
L'any següent, el 1909, l'inventor Roger Ravaud en va col·locar un en el seu Aéroscaphe, una combinació d'hidroala i avió, el qual va entrar en el concurs d'avions i bots de motor de Mònaco. No obstant això, el motor es va fer popular quan Henri Farman el va usar en el famós avió Rheims, i va guanyar el Grand Prix amb la distància més llarga coberta en un vol sense aturar-se (180 km), i va establir un rècord pel vol de major durada.
El primer hidroavió reeixit, Le Canard  d'Henri Fabre, va ser realitzat amb un motor Gnome Omega el 28 de març del 1910 prop de Marsella.
La producció dels motors rotatius Gnome va créixer ràpidament, amb prop de 4.000 unitats construïdes abans de la Primera Guerra Mundial, i es va incrementar la potència de l'Omega fins a 60 kW (80 HP), i fins i tot fins a 82 kW (110 HP). Per als estàndards d'altres motors de l'època, el Gnome era considerat fiable, i es va acreditar com a primer motor capaç de funcionar durant deu hores entre revisions.
El 1913 els germans Seguin introduir la nova sèrie Gnome Monosoupape ("monovàlvula"), la qual no tenia vàlvules d'admissió, i tenia una sola vàlvula d'escapament en cada cap de cilindre, amb una entrada d'aire duplicada. Cada cilindre tenia llumeneres en l'extrem inferior, del tipus de les usades en els motors de dos temps, comunicades amb el càrter. La velocitat del motor es controlava variant el temps d'obertura de les vàlvules d'escapament usant palanques que actuaven sobre els botadors, un sistema que després va ser abandonat perquè es cremaven les vàlvules. El pes del Monosoupape era lleugerament menor al del model anterior de dues vàlvules i usava menys oli. El Monosoupape de 100 HP comptava amb 9 cilindres, i desenvolupava la seva potència nominal a les 1.200 rpm.
Els motors rotatius produïts per les companyies Clerget i Li Rhône usaven botadors i vàlvules convencionals en els caps de cilindre, però amb el mateix principi de conduir la barreja a través del càrter; Le Rhône tenia uns conductes de coure en cada un, molt visibles, que portaven la barreja del càrter a la part superior dels cilindres.
El Gnome Lambda de 60 kW (80 HP) era l'estàndard quan va començar la Primera Guerra Mundial, i ràpidament va ser usat en nombrosos dissenys d'avions. Era tan bo que va ser llicenciat a diversos fabricants, inclosa la Motorenfabrik Oberursel alemanya, firma que va dissenyar el motor Gnome original. Oberursel va ser després comprada per Fokker, i la còpia que aquesta empresa va fer del Gnome Lambda de 80 HP va ser coneguda com el Oberursel U.0. No és estrany que des de la segona meitat del 1915 els Gnoms francesos com els que equipaven els primers exemplars del biplà Bristol Scout, entaulessin combat amb les versions alemanyes, instal·lats als Fokker EI Eindeckers.

## Primera Guerra Mundial
La relació pes/potència dels rotatius va ser el seu major avantatge. Mentre que els avions més pesants i grans usaven gairebé exclusivament motors en línia convencionals, molts dissenyadors de caces van preferir motors rotatius fins al final de la guerra.
Els rotatius tenien molts desavantatges, i el més notable era l'alt consum de combustible, en part pel fet que el motor es feia servir normalment totalment accelerat, i també perquè les vàlvules estaven obertes menys temps del que era ideal. La massa rotatòria del motor feia també un important efecte giroscòpic. En el vol recte l'efecte no era aparent, però en fer viratges era molt pronunciat. A causa de la direcció de les forces, els girs a l'esquerra requerien una mica més d'esforç i eren una mica més lents, combinats amb una tendència a aixecar el nas; mentre que els girs a la dreta eren gairebé instantanis, amb tendència a abaixar la nas. En alguns avions això podia ser avantatjós en situacions com el combat aeri, mentre que el Sopwith Camel el patia fins al punt que requeria aplicar timó a l'esquerra per fer girs a esquerra i dreta, i podia ser extremament perillós si es feia a plena potència en el cim d'un ris a baixa velocitat. Els pilots de Camel eren entrenats per fer els seus primers girs bruscos a la dreta només a altures superiors a 300 m
Fins i tot abans de la Primera Guerra Mundial es va intentar superar el problema de la inèrcia dels motors rotatius. Ja el 1906, Charles Benjamin Redrup va presentar al Royal Flying Corps a Hendon un motor 'Sense Reacció' en el qual el cigonyal girava en un sentit i el bloc de cilindres en l'oposat, cadascun movent una hèlix. Un posterior desenvolupament d'aquest model va ser el motor 'Hart', del 1914, dissenyat per Redrup, el qual tenia una sola hèlix connectada al cigonyal, però rotava en direcció oposada al bloc de cilindres, de manera que cancel·lava gran part del parell giroscòpic. Va resultar ser molt complicat per al Ministeri de l'Aire i Redrup va canviar el disseny per un motor radial fix que es va usar més tard en els avions Vickers FB12b i FB16.
A mesura que la guerra progressava, els dissenyadors d'avions demandaven cada vegada més potència. Els motors en línia eren capaços de satisfer aquesta demanda augmentant el límit màxim de rpm, fet que significava més potència. Millores en els temps d'obertura de les vàlvules, sistemes d'encesa i materials més lleugers van fer possible augmentar el nombre màxim de revolucions dels motors, i acabada la guerra, el motor mitjana havia pujat el límit de 1.200 rpm a 2.000. El rotatiu no podia fer això a causa de l'arrossegament dels cilindres per l'aire. Per exemple: en un model de principis de la guerra, de 1.200 rpm es va incrementar només a 1.400 rpm amb un increment de l'arrossegament dels cilindres del 36%, pel fet que l'arrossegament de l'aire puja amb el quadrat de la velocitat. A baixes rpm l'arrossegament pot ser simplement ignorat, però a mesura que pugen les rpm, el motor rotatori destina més i més potència a fer girar el mateix motor, i deixa cada vegada menys potència per aplicar a l'hèlix.
Un enginyós intent de rescatar el disseny va ser realitzat per Siemens AG. El càrter -amb l'hèlix col·locada directament al seu front- i els cilindres giraven en sentit antihorari a 900 rpm, mentre que el cigonyal i altres components interns giraven en sentit horari a la mateixa velocitat. Això es va aconseguir mitjançant la utilització d'engranatges cònics a la part posterior del càrter, cosa que va resultar en el Siemens-Halske Sh.III, que funcionava a 1.800 rpm amb un parell net baix. Aparentment va ser l'únic motor rotatiu a usar un carburador normal, controlat per un accelerador convencional, del mateix tipus que els usats en els motors en línia. Utilitzat en el caça Siemens-Schuckert D. IV, el nou motor va crear el que per a molts va ser el millor disseny d'avió de caça de la guerra.
Un nou avió amb motor rotatiu, el D. VIII de Fokker, va ser dissenyat almenys en part, per a proporcionar algun ús a les reserves del motor Ur.II de 82 kW (119 HP) de la fàbrica Oberursel, clon del Le Rhône 9J.

## Postguerra
Per quan va acabar la guerra, el motor rotatiu havia esdevingut obsolet i va deixar d'usar-se ràpidament. La Royal Air Force britànica va ser probablement la que els va usar més temps, el caça estàndard de la RAF de postguerra era el Sopwith Snipe, que utilitzava el motor rotatiu Bentley Br2, i l'entrenador estàndard, l'Avro 504 K, tenia un muntatge universal que li permetia usar diversos tipus de rotatius de baixa potència, dels quals n'hi havia gran quantitat com a excedents de guerra. No obstant això, el baix cost dels motors de retard s'havia d'equilibrar amb la pobra eficiència en el consum de combustible i les despeses de funcionament del sistema de lubricació.
A mitjan anys 20, els rotatius van ser més o menys desplaçats completament per la nova generació de motors radials refredats per aire.

## Ús als automòbils i motos
Malgrat que els motors rotatius es van utilitzar sobretot en avions, també es van construir alguns cotxes i motos amb aquest motor. La més famosa motocicleta (probablement perquè va guanyar moltes curses) és la Megola, la qual tenia un motor rotatiu dins de la roda davantera. Una altra moto amb aquest motor va ser la Redrup Radial del 1912, de Charles Redrup, que tenia un motor rotatiu de 303cc que va equipar diverses de les motos de Redrup.
El 1904, el motor Barry, també dissenyat per Redrup, va ser fabricat a Gal: un motor rotatiu bòxer de 2 cilindres de 6,5 kg de pes va ser muntat dins del marc de la motocicleta.
Als '40, Cyril Pullin va desenvolupar el Powerwheel, una roda amb un rotatiu monocilíndric, amb embragatge i fre de tambor a la galleda, però mai va entrar en producció.
Automòbils amb motors rotatius van ser construïts per companyies nord-americanes com Adams-Farwell, Bailey, Balzer i Intrepid, entre d'altres.

## Altres motors rotatius
A més de la configuració descrita en aquest article amb els cilindres en moviment al voltant d'un eix fix, molts altres dissenys diferents són també anomenats motors rotatius. El més notable, el motor sense pistons Wankel ha estat usat en automòbils (per NSU al Ro80 i per Mazda en diversos automòbils com la sèrie RX, la qual inclou els populars RX-7 i RX-8), així com en algunes aplicacions experimentals aeronàutiques. També alguns fabricants de motocicletes desenvoluparen algun model equipat amb motor Wankel, entre ells Sachs (1974) i Norton (1984).